# Flick of the Wrist
A Flick of the Wrist a negyedik dal a brit Queen rockegyüttes 1974-es Sheer Heart Attack albumáról. A szerzője Freddie Mercury énekes volt. Bár az egy évvel később írt „Death on Two Legs” nagyobb figyelmet kapott, az énekes már ebben a dalban is az alávetettségükről, a menedzserek gátlástalanságáról énekelt – ahogy Greg Kot írta: „a kokain és kurvák világáról rántja le a leplet, a Rockbirodalom lepusztultabb arcát mutatja be, annak minden feudális szolgaságával együtt.”
1974. október 14-én dupla A oldalas kislemezen jelent meg a „Killer Queen” húzódallal. A második helyet érte el Angliában, a tizenkettediket Amerikában. 1974 és 1976 között rendszeresen játszották a koncerteken. Az NME kritikusa az album legjobb dalai közé sorolta.
2009-ben a progresszív metalt játszó Dream Theater dolgozta fel két másik Sheer Heart Attack-albumos dallal együtt. Ahogy a Queen-albumon, úgy a Dream Theater előadásában is egybefolyik a „Tenement Funster” – „Flick of the Wrist” – „Lily of the Valley” hármas. A vezérdallamot James LaBrie énekli, míg a dal kórusrészeit a dobos Mike Portnoy egymaga. A felvétel önállóan letölthető digitális kislemezként, valamint a Dream Theater Black Clouds & Silver Linings című albumának feldolgozásokat rejtő bónuszlemezén jelent meg.

## Hangszerek
- Ének: Freddie Mercury
- Háttérvokál: Freddie Mercury, Brian May, Roger Taylor

Hangszerek:
- Roger Taylor: dob
- John Deacon: basszusgitár
- Brian May: elektromos gitár
- Freddie Mercury: zongora

## Kiadások
7" kislemez (EMI 2229, Anglia/Elektra E-45226, Amerika)
1. Killer Queen – 2:57
2. Flick of the Wrist – 3:46

3" CD (Parlophone QUECD2, Anglia, 1988)
1. Killer Queen – 2:57
2. Flick of the Wrist – 3:46
3. Brighton Rock – 5:08